# Dolby Atmos

Het Dolby Atmos logo

Dolby Atmos is de naam van een specifiek surround sound-systeem, aangekondigd door Dolby Laboratories in april 2012. De eerste film met deze geluidstechniek was de animatiefilm Brave van Pixar.

## Geschiedenis
De eerste installatie van het Dolby Atmos-systeem was in het Dolby Theatre te Hollywood in Californië geïnstalleerd en geprepareerd voor de première van de film Brave in juni 2012. In het beginjaar waren er enkele, beperkte filmreleases in Dolby Atmos met een wereldwijde verspreiding van 25 installaties. In 2013 is dit aantal gegroeid naar ruim 300 locaties. Sinds april 2019 zijn er ruim 4400 locaties wereldwijd met Dolby Atmos. De technologie is ook beschikbaar voor thuisbioscopen en is het audio-onderdeel van Dolby Cinema. Daarnaast is Dolby Atmos beschikbaar op de meeste mobiele apparaten na 2017.

## Technologie
Met de Dolby Atmos-technologie is het mogelijk om een onbeperkt aantal geluidssporen aan bioscopen te leveren, zodat het geluid dynamisch kan worden ingezet door de beschikbare geluidsinstallatie en mogelijkheden van het gebouw. Door middel van een speciale dubbing mixer (met een uitgebouwde versie van de branche-gespecificeerde Pro Tools geluidssoftware) om een specifieke locatie in de bioscoopzaal toe te wijzen, wordt het geluid als driedimensionaal effect ingezet. Sfeermuziek en -geluiden worden nog wel van tevoren gemixt in een traditioneel formaat met meerdere kanalen. Tijdens het afspelen van de film mixt en rendeert het Dolby Atmos-systeem in realtime het geluid zodat het net lijkt alsof het geluid daadwerkelijk uit een aangewezen plaats uit de zaal komt. Omdat per bioscoop de configuratie van de luidsprekers varieert, is ieder geluidssysteem dan ook locatiespecifiek.
De eerste generatie bioscoophardware, de "Dolby Atmos Cinema Processor", heeft 128 geluidssporen en kan worden ingezet voor maximaal 64 unieke luidsprekers. In plaats van geluid afspelen in het standaard 5.1- of 7.1 Surround sound dat de luidsprekers als gegroepeerde geluidsonderdelen gebruikt, kan Dolby Atmos iedere beschikbare luidspreker een unieke output geven gebaseerd op de locatie in de zaal. Ook is het mogelijk om audio toe te wijzen aan een "object". Aan dit object wordt metadata toegekend die vertelt waar het object zich in de zaal bevindt. Deze informatie is relatief aan de zaal waarin de film wordt afgespeeld, zodat in elke zaal de ervaring hetzelfde blijft, ongeacht het aantal luidsprekers. Door de techniek is het mogelijk om een volledig nieuwe set geluidskanalen te activeren, bijvoorbeeld meerdere geluiden die van voren komen, scherpere surround-mogelijkheden en unieke kanalen voor de aan het plafond-gemonteerde luidsprekers. Daarmee kan bijvoorbeeld regen of een overvliegende helikopter tot in precisie in een bioscoopzaal worden gesimuleerd.
Dolby Atmos is in de Benelux beperkt beschikbaar. In Nederland biedt Vue, het voormalige JT Bioscopen, de technologie aan in Amersfoort, Alkmaar, Eindhoven, Hilversum, Hoogeveen, Hoorn, Kerkrade en Vlaardingen. Daarnaast heeft in Gouda de bioscoop Cinema Gouda in de grote zaal eveneens Dolby Atmos. Pathé heeft sinds oktober 2015 Dolby Atmos zalen in Arnhem, Maastricht en Zwolle en in Utrecht (Leidsche Rijn) en Nijmegen na de overname van CineMec. Sinds oktober 2015 is Atmos ook beschikbaar in bioscoop Cinecity te Vlissingen, in de CCXL zaal. Bij Kinepolis kan Dolby Atmos worden beluisterd in Breda, Dordrecht en Utrecht. Bij Kinepolis in België is Dolby Atmos te vinden in Antwerpen, Brugge, Brussel, Gent, Hasselt, Braine, Leuven, en Luik, in Luxemburg bij de Kinepolis in Kirchberg.

## Thuisbioscopen
De technologie is in eerste instantie alleen gemaakt voor de commerciële bioscopen, maar in april 2012 werd al door Dolby gekeken naar de toepasbare mogelijkheden voor thuisgebruik. Tegen het einde van juni 2014 kondigde Dolby Laboratories bij alle hardwarepartners van het bedrijf aan dat Dolby Atmos beschikbaar werd gesteld voor thuisbioscopen.
Na de aankondiging hebben enkele van de samenwerkingspartners aangegeven dat zij de technologie voor toekomstige audiovisuele home entertainment in gaan zetten. De producten die Dolby Atmos-instellingen krijgen variëren van hoogstaande home cinema-ontvangers en voorversterkers tot de middenklasse home theatre-pakketten van merken zoals Denon, Marantz, Onkyo, Pioneer, Yamaha en NAD. Modellen van andere, ook minder bekende fabrikanten en merken werden in de eerste helft van 2015 verwacht.
De eerste film met Dolby Atmos die op blu-ray is uitgebracht was Transformers: Age of Extinction. Meer titels met dit geluidsformaat kwamen tegen het eind van 2014 in de winkels. Vanaf het begin van 2015 vonden er meerdere releases op blu-ray plaats van zowel huidige als gecatalogiseerde films. De eerste televisieserie uitgebracht in Dolby Atmos was blu-ray editie van Game of Thrones in 2016.

## Hoofdtelefoons en Smartphones
Dolby Atmos is ook met hoofdtelefoon te beluisteren via PC's, de Xbox One en mobiele telefoons. Dit werkt door middel van audio-verwerkende algoritmes die de metadata van de Atmos "objects" naar binauraal 360 graden geluid omzetten en uitsturen naar de twee luidsprekers in een hoofdtelefoon. Deze techniek is een verbetering ten opzichte van de voorgaande "Dolby Headphone Technology" en maakt het mogelijk dat er oneindig veel audiokanalen met geluid omgezet kunnen worden tot een virtuele surround-ervaring.
Dolby Atmos is geïmplementeerd op de meeste smartphones, waaronder (maar niet gelimiteerd tot) de iPhone XS/XR en nieuwer (vanaf iOS 13 of nieuwer), de Samsung Galaxy S serie vanaf de S8/S8+, de Samsung Note serie vanaf de Note 8, de Sony Xperia 1, de Huawei Mate P20 Pro en Nokia 6. 
- Bioscoop
- Richtinghoren